# Cuicuilco
Cuicuilco est un important site archéologique mésoaméricain de la période préclassique moyenne et tardive (env. 700 av. J.-C. - 150 apr. J.-C.) situé sur la rive sud du lac Texcoco dans la vallée de Mexico au sud de la réserve écologique du Pedregal. Ce fut la première cité à s'installer sur les rives du lac Texcoco et fut aussi, pendant le Ier millénaire av. J.-C., la plus importante ville de la vallée de Mexico.
Aujourd'hui, il s'agit d'un site archéologique important qui a été occupé au cours de la période formative. De plus, en se basant sur la date d’occupation, Cuicuilco est peut-être la plus ancienne ville de la vallée de Mexico et aurait été à peu près contemporaine, et peut-être en relation avec les cités olmèques de la Côte du Golfe du Mexique des basses terres des États de Veracruz et du Tabasco (une région également connue sous le nom de « zone métropolitaine olmèque »). 
Sur la base de faits connus, il a été le premier centre important à la fois civil et religieux des hautes terres du Mexique. Sa population comprenait probablement toutes les couches sociales et présentait les traits culturels qui caractérisent l’Altepetl (cité-état) de la Mésoamérique classique.
Cuicuilco a été détruite et abandonnée après l'éruption du volcan Xitle, qui a provoqué des migrations et des changements de populations, culminant avec la montée de Teotihuacán comme état dominant de la période classique des Hauts Plateaux centraux.
Sur le site, se trouvent huit des nombreux édifices religieux qui existaient autrefois, et les vestiges d'un système hydraulique qui alimentait la ville en eau. L'une des pyramides a été construite dans une position stratégique, qui représente la première tentative préhispanique de relier des concepts religieux avec les événements cosmiques à travers la construction de bâtiments.  

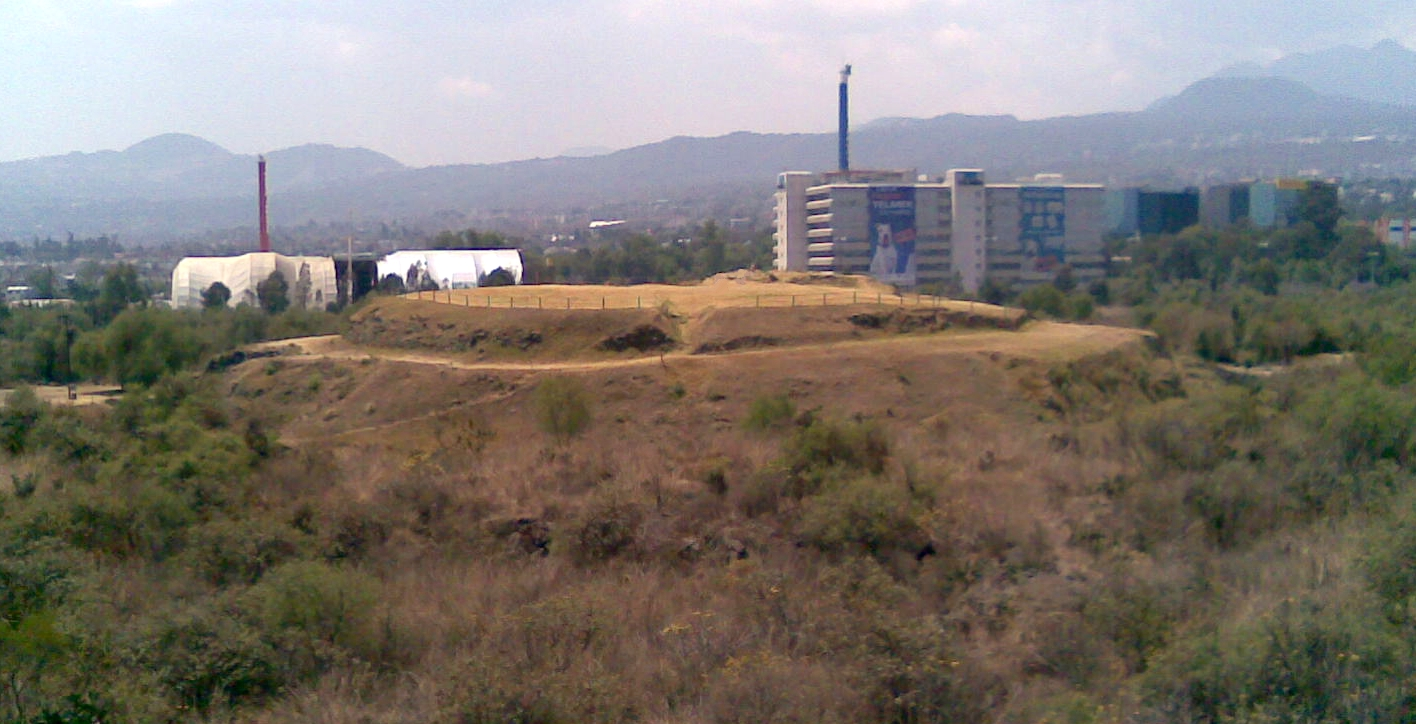
Pyramide de Cuicuilco

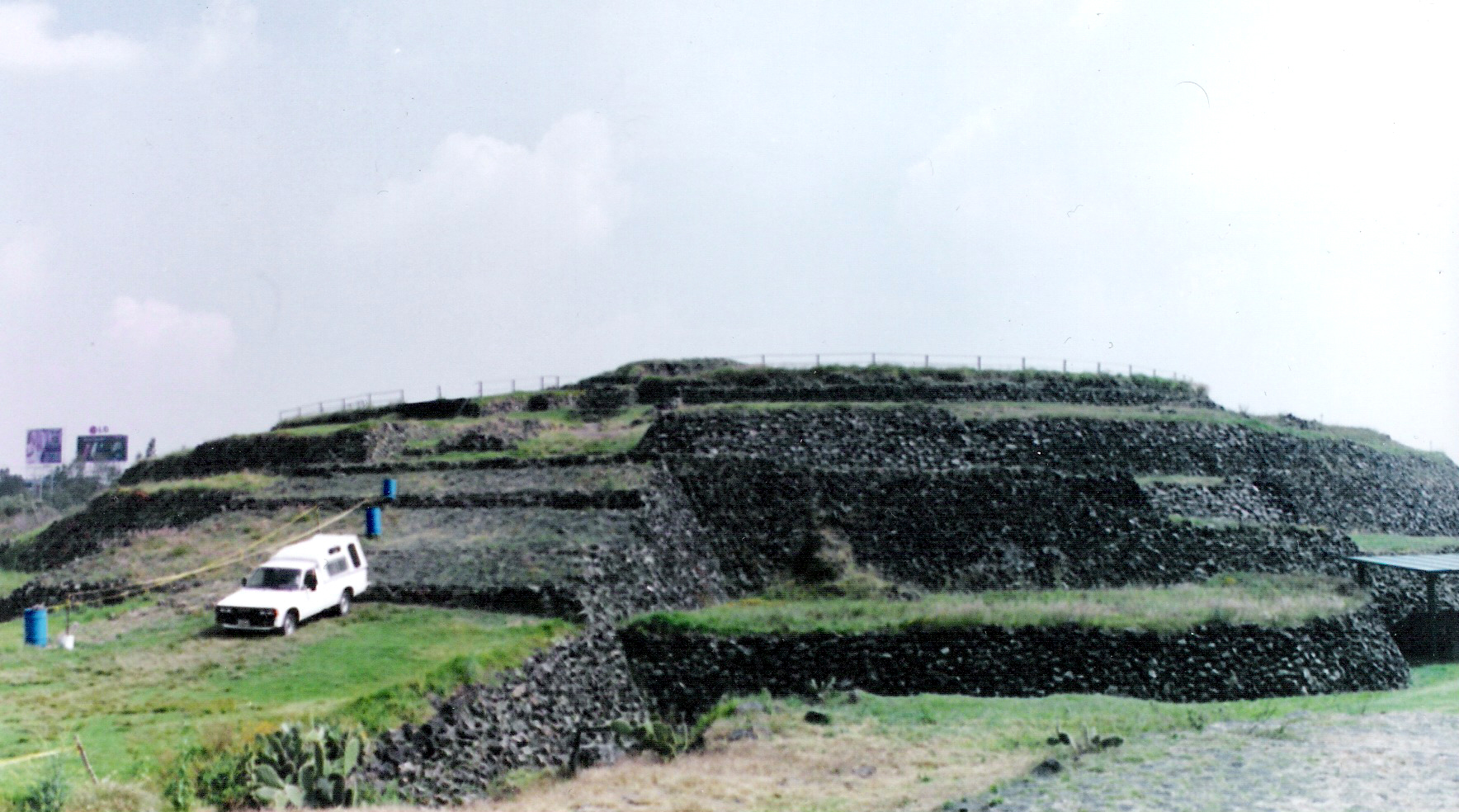
Pyramide de Cuicuilco, vue frontale.

## Nom
L'étymologie est inconnue.
Selon l'INAH, Zelia Nuttall pense que Cuicuilco signifie : « Lieu des chants et de la danse » ou « lieu des chants et des couleurs » en Nahuatl. 

## Histoire

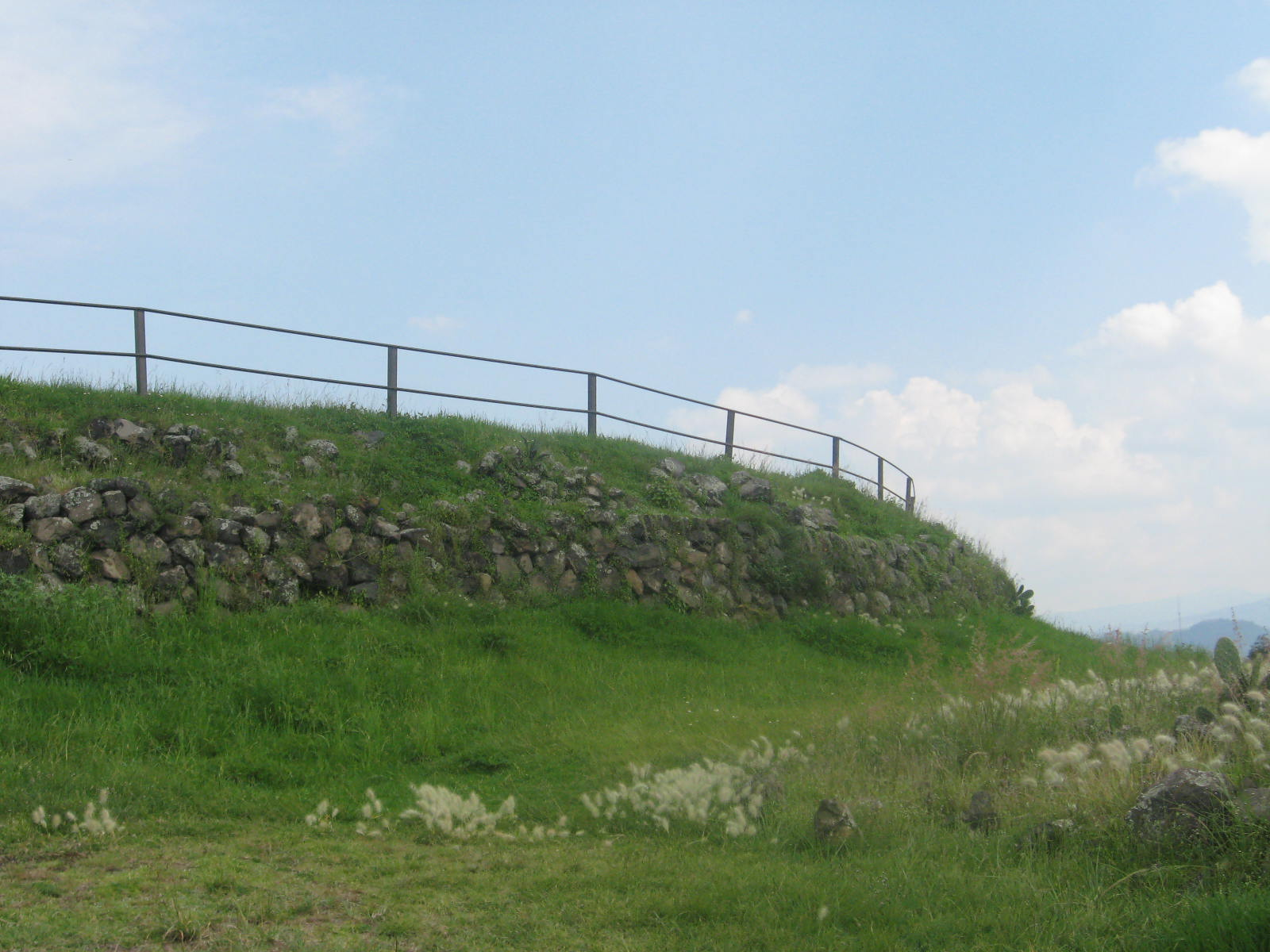
Anneau du sommet de la pyramide principale, vue de l’escalier menant vers le haut.

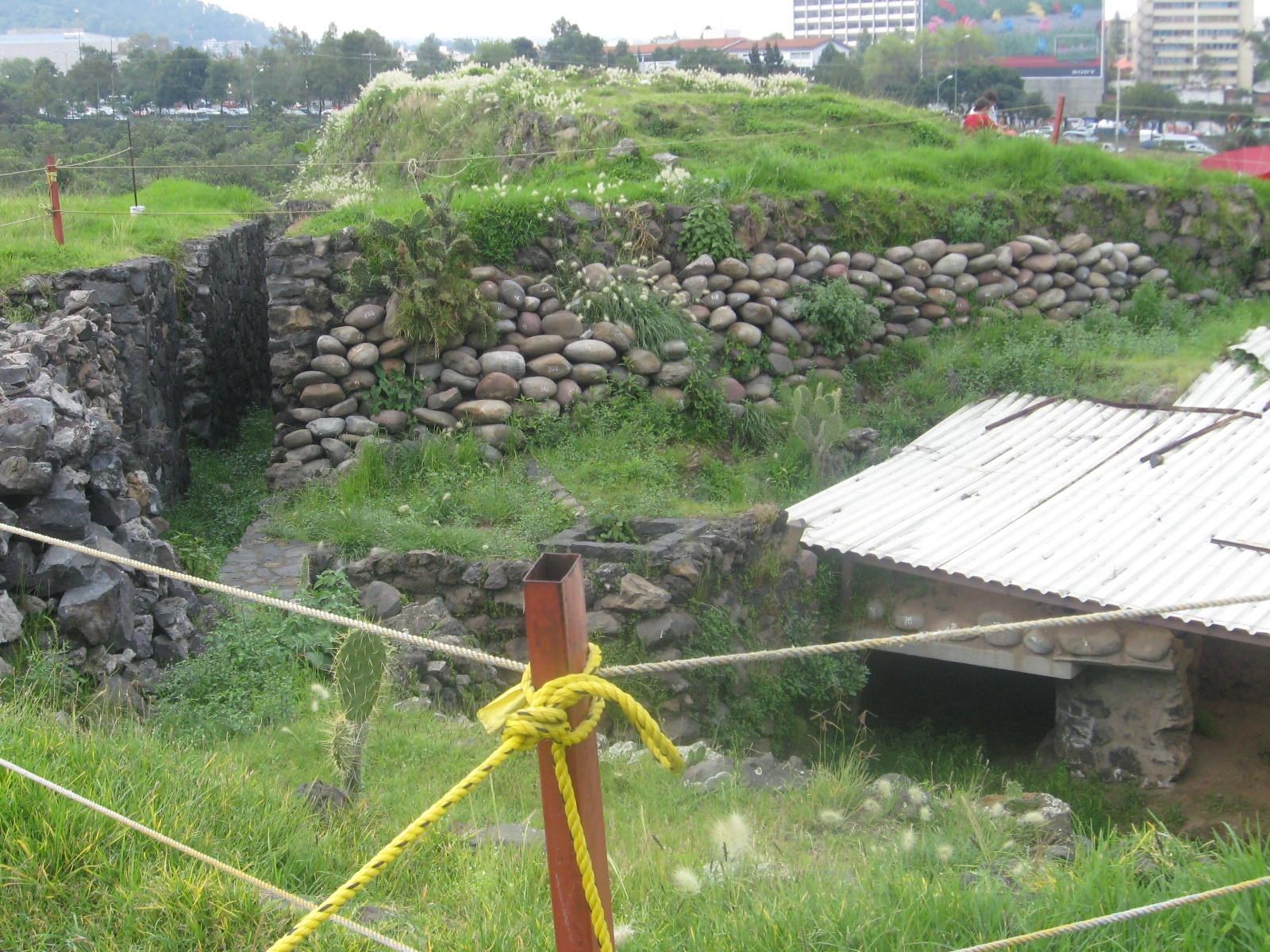
Dépression creusée au sommet de la pyramide contenant cinq autels (protégée par un toit de tôle ondulée)

### Origines
Cuicuilco a été fondée sous la forme d’un village agricole, aux environs de 800 av. J.-C., mais présente des vestiges des premières pratiques religieuses, y compris des offrandes de pierre et l'utilisation de  céramique comme mobilier funéraire. Le développement du site serait dû à son emplacement stratégique près de l'entrée de la vallée de Toluca,  et à proximité des rives du lac Texcoco. 
La ville s'est développée autour d'un grand centre cérémoniel avec des pyramides et une zone urbaine associée qui comprenait des places et des avenues bordant une série de petits bassins peu profonds. Ces bassins étaient alimentés par le ruissellement provenant des collines proches de Zacayuca et Zacaltepetl. La population à l’apogée de la ville est estimée à 10 000 habitants sur 400 ha. Les éléments caractéristiques du site sont des terrasses, divers bâtiments, des fortifications, des fossés d'irrigation et des canaux. 
Bien que ce site ait produit une nouvelle tradition de céramique (aux environs de  600-200 avant notre ère), il est considéré que l'ensemble de la zone du site s’est développé sur plusieurs générations qui ont habité ce lieu.
Des preuves archéologiques, des céramiques et des structures, indiquent que Cuicuilco s’est développé lors du Ier millénaire avant notre ère, au cours de la période préclassique, comme un petit village ; ses habitants étant en interaction avec d'autres sites du bassin de Mexico ainsi que de régions relativement éloignées, par exemple  Chupicuaro à l'ouest et Monte Albán au Sud-Est et sous l'influence des Olmèques. 
L’estimation des dates de périodes d'occupation de Cuicuilco, peut être considérée, au mieux, comme provisoire. La plus ancienne datation est estimée à 1200 avant notre ère. Il existait de nombreux villages d’agriculteurs avec la même configuration et la même distribution de l'espace. Entre le Xe et le IXe siècle av. J.-C., sont apparues des structures coniques avec une plate-forme à base ovale. Les spécialistes considèrent ces sites comme des capitales régionales, du fait qu’ils avaient un niveau élevé de hiérarchie sociale et avaient fonctionné comme centres d'intégration, devenant ainsi des capitales régionales.

### Apogée et déclin
Vers 500 av. J.-C., la cité devient le point de rencontre de la vallée et un important centre religieux si l'on en juge par la taille de la pyramide qui constitue la principale structure connue du site. Au Classique récent (environ 150 avant notre ère), Cuicuilco possédait les caractéristiques d'un centre urbain régional, avec une population estimée à environ 20 000 habitants par W. T. Sanders. Son extension pourrait avoir atteint près de 400 hectares (cf. ibid.),.
C'est l'apogée de cette culture, car à partir des années -100, le développement de Cuicuilco est affecté par l'activité du volcan Xitle. La ville subit plusieurs éruptions volcaniques, formant une couche de lave de 10 mètres d'épaisseur qui en a partiellement ou complètement recouvert les structures. Cette catastrophe a conduit à la dispersion des habitants vers Toluca et surtout Teotihuacan, qui a incorporé de nombreuses caractéristiques de leur culture.
L'abandon de Cuicuilco (100 av. J.-C. à 1 apr. J.-C.) a été suivi d’une petite renaissance vers 1-150 CE, attestée par la présence de divinités du feu. En dépit de l'abandon de Cuicuilco comme important centre de cérémonie, les habitants ont continué à faire des offrandes lorsque le site a été recouvert par la lave du volcan Xitle, aux environs de 400 de notre ère.

### Caractéristiques physiques
Les habitants avaient des têtes rondes, résultant de déformations crâniennes directes ou indirectes, la première étant la plus fréquente. Les mutilations dentaires étaient pratiquées. La durée de vie moyenne était de 51 ans, principalement affectée par des maladies comme l'ostéomyélite.

### Agriculture et alimentation
À partir de l’emplacement de la cité, les habitants avaient accès aux ressources naturelles (flore et faune), car ils se trouvaient à environ 4 km du lac de Xochimilco, et près de la Sierra de las Cruces et Ajusco (cf. Sanders 1981 : 173). En outre, il y avait des sources et des ruisseaux. Les groupes préhispaniques avaient réussi à produire de la nourriture. La base de l’économie méso-américaine était centrée sur l'agriculture, sans doute complétée par la chasse, la pêche et la cueillette. L'accès au bois devait être facile, dans les forêts avoisinantes, et les terres agricoles au voisinage de la partie centrale du site, sont aujourd'hui enterrées  sous des mètres de lave et des bâtiments modernes.
On pense que leur alimentation se composait surtout de maïs, de haricots, de courges, de tomates, de poissons et d’animaux sauvages.

## Histoire moderne

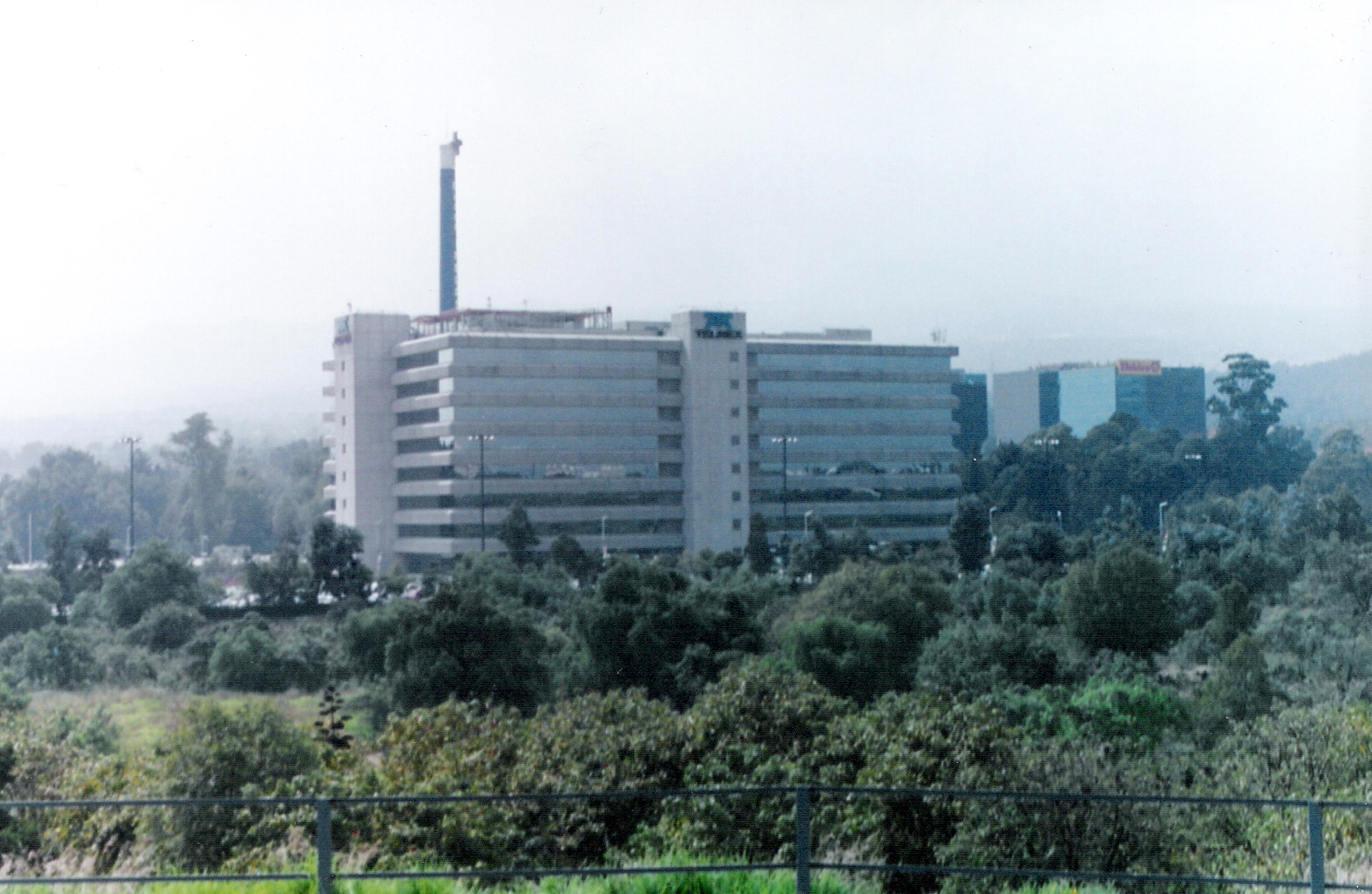
Building Telmex, construit tout près du site

En 1922, l'archéologue mexicain Manuel Gamio découvrit le site. Il fut fouillé de 1922 à 1925 par Byron Cummings de l'université d'Arizona, qui découvrit de la céramique datant des phases précédant l'éruption. Les méthodes qu'il employa pour dégager la pyramide  (« El Gran Basamento » en espagnol) - notamment  l'emploi d'explosifs pour briser la couche de lave qui emprisonnait l'édifice - suscitèrent des polémiques. Eduardo Noguera (1939) fouilla les tombes à proximité du secteur des pyramides appelé Cuicuilco A, correspondant au site archéologique de l’époque préclassique.
Le premier musée du site fut inauguré en 1939. En 1957, les archéologues Heiser et Bennyhoff découvrirent un ensemble de onze monticules situés à l'ouest du site d'origine, de l'autre côté de l'Avenida Insurgentes. Elles furent désignées sous le nom de Cuicuilco B pour les distinguer du site de la pyramide désormais appelé Cuicuilco A. Les fouilles livrèrent des renseignements pertinents pour affiner la chronologie du sous-sol du bâtiment principal (cf. Schavelzon, 1983).
Entre 1966 et 1968, d’importants complexes de structures architecturales ont été découverts ainsi qu’une série de formations coniques, un groupe appelé Cuicuilco B, où plus de 300 000 pots en céramique ont été récupérés (Müller, 1990). En se basant sur l'analyse de la céramique archéologique de Cuicuilco B, Florence Müller a déterminé que l'occupation de la colonie a continué après l'éruption du Xitle, durant les périodes classique, épiclassique et post-classique jusqu'à la conquête espagnole, même si l'importance du site ainsi que le nombre d'habitants a chuté radicalement.
En 1968, la construction du village olympique entraîna la destruction d'une partie de ces édifices. En 1990, fut découvert un troisième ensemble situé au sud de Cuicuilco B, baptisé Cuicuilco C.  Au sud de Cuicuilco A, se trouve le monticule de Peña Pobre.
En 1990, dans le secteur connu sous le nom de Cuicuilco, C, Rodríguez a identifié des matériaux céramiques à prédominance préclassique, ainsi que, dans une moindre mesure, des pots de périodes ultérieures, y compris coloniale et moderne (Rodriguez, 1994).
L'emplacement du site dans le principal centre économique et industriel du Mexique, Mexico, a mis Cuicuilco dans une situation difficile. D'un côté les intérêts économiques et la planification moderne et de l'autre côté, la conservation et la législation du patrimoine archéologique de la République mexicaine. Il existe des différends sur la conservation et la législation du patrimoine archéologique. 
Son importance est reconnue par de nombreux historiens et archéologues, mais il a été beaucoup moins étudié que d'autres sites comme Teotihuacan ou Tula. En effet, toute la zone est recouverte de lave qui complique les travaux d'excavation. La difficulté supplémentaire est la présence de bâtiments modernes construits à même le site. En effet, encore situé à l'écart de la ville au début du XXe siècle, il a subi l'urbanisation massive de Mexico et fait désormais partie d'une aire protégée.

## Site archéologique

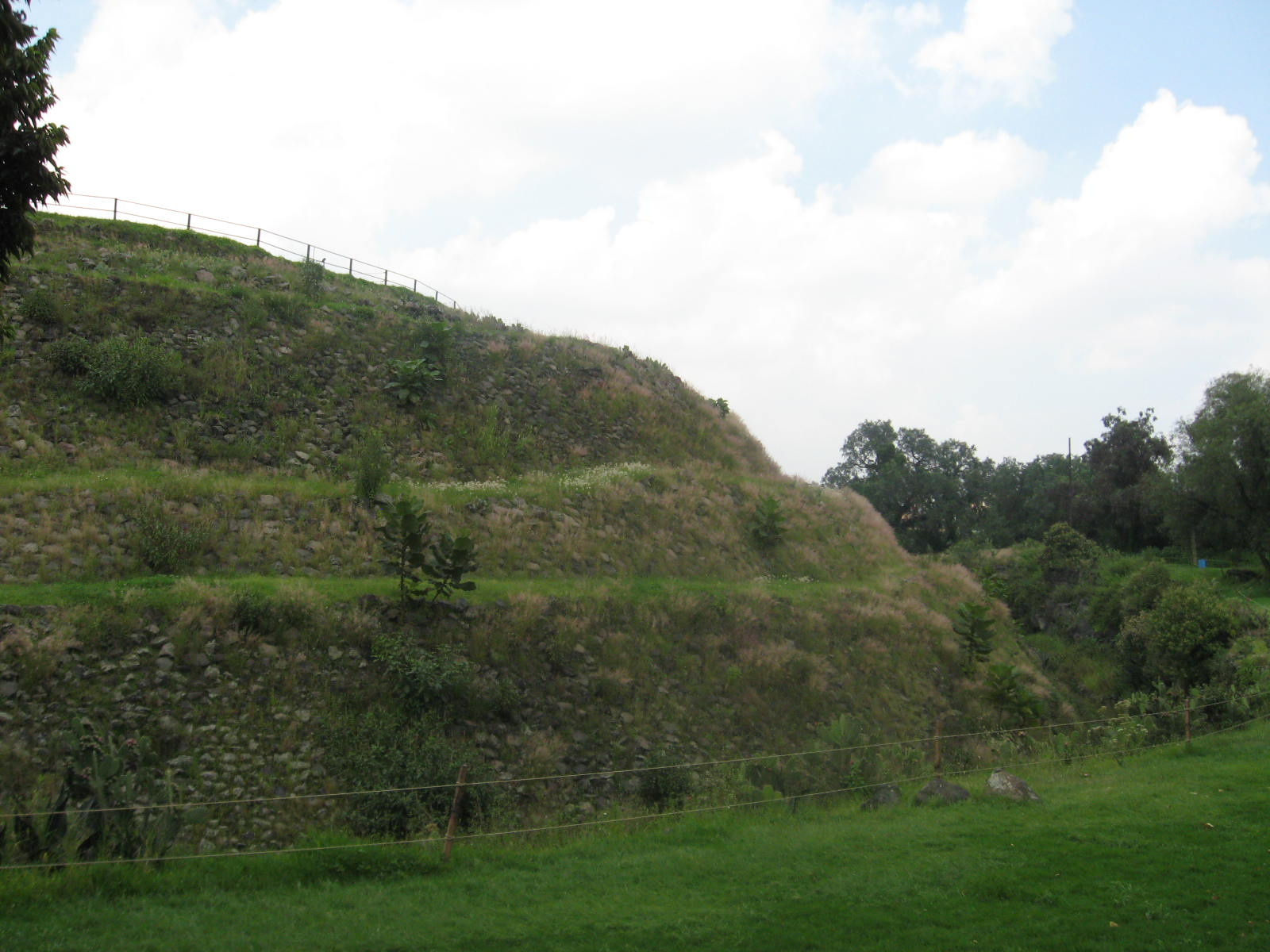
Face sud de la pyramide

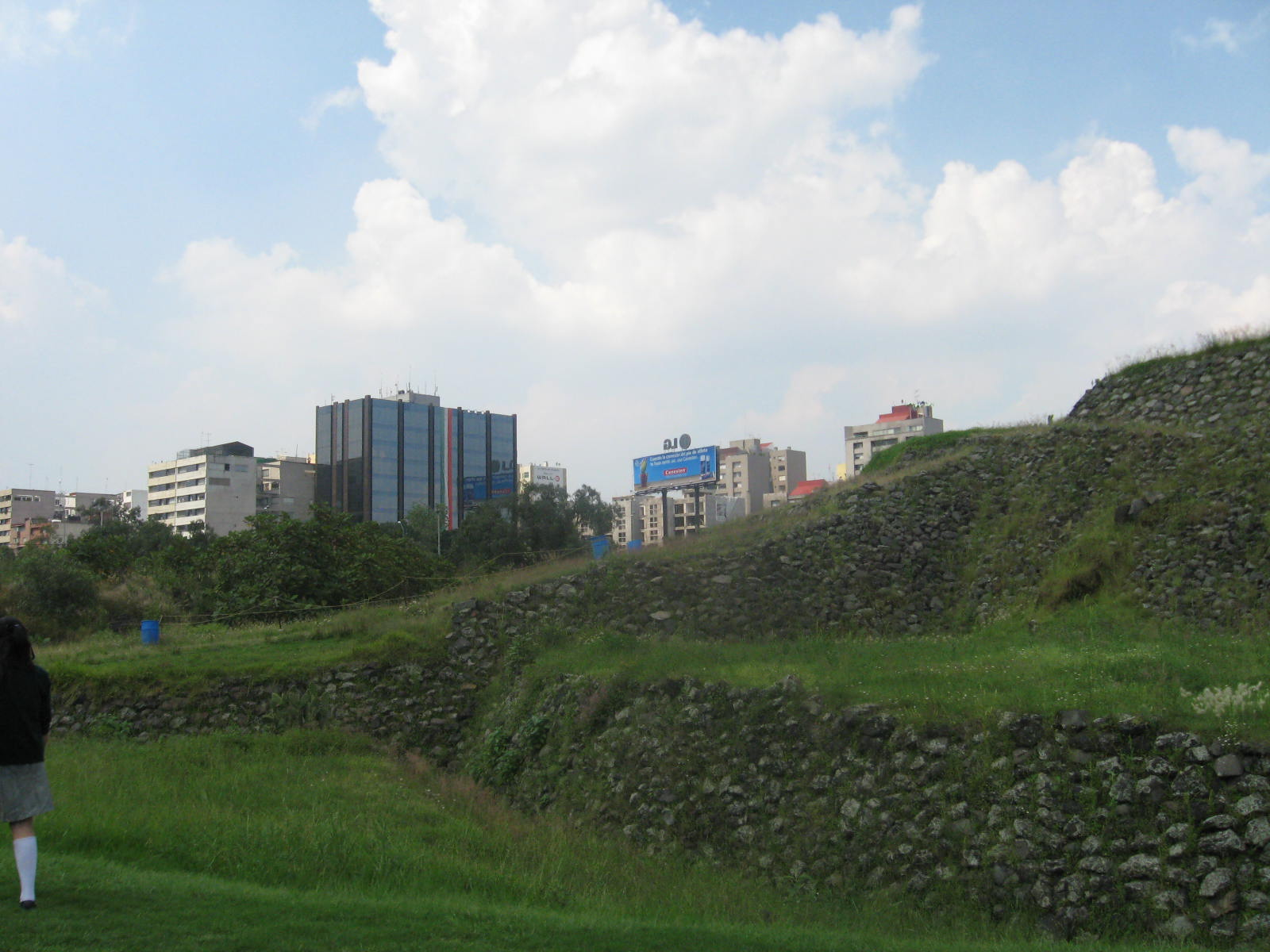
Portion d'escalier de la pyramide de Cuicuilco avec les bâtiments modernes de Coyoacán en arrière-plan

Le site de Cuicuilco est recouvert par un champ de lave dense connu sous le nom Pedregal de San Ángel. La lave couvre une superficie d'environ 80 km², en incluant les contreforts de la montagne d’Ajusco s'étendant vers le bas jusqu’au rivage d'un lac proche. Une étude de 1956 a conclu que les dépôts de lave d’épaisseur inégale, atteignant une profondeur de plus de 10 m dans certaines zones, ont été un facteur majeur de préservation pour Cuicuilco. Le site est également situé à l'intérieur d'une agglomération moderne, et est partiellement occupé par des bâtiments appartenant à l’Université nationale autonome du Mexique. Seule a été possible une fouille archéologique partielle, et les techniques de construction modernes ont endommagé la ville préhistorique. Plusieurs découvertes archéologiques ont été faites en 1990 à Cuicuilco, dont une pyramide circulaire construite à l'intérieur d'une place avec de plus petites structures associées au système agricole, qui ont été détruites par la construction d'un complexe de bureaux multi-étages. Par conséquent, la taille réelle et la complexité de Cuicuilco peut être difficile à déterminer. 

### Le site après la destruction de Cuicuilco
Le site du Préclassique moyen et ses environs, après avoir été recouverts par la lave, ont été préservés de toutes modifications ultérieures. Les matériaux archéologiques situés au-dessus de la lave ont été touchés différemment au cours des 2 000 dernières années.
La coulée de lave a scellé un plan d'eau, provoquant une sédimentation typique de tourbe ou de végétation, l'eau stagnant dans un environnement marécageux avec un haut degré de conservation des matières organiques. La présence de fragments de céramiques et de pierres suggère la proximité d’un rivage.
Dans la tourbe peut trouver des preuves de plusieurs éruptions de cendres volcaniques du Xitle et peut-être, du Popocatépetl. Sur le côté ouest d'une sonde de prélèvement, sous un paléo-écoulement de tourbe un lit de sable a été découvert, avec des cailloux et du gravier, témoignant d'une pente raide et d’un écoulement d’eaux torrentielles.
La lave au fond du lac était recouverte par des sédiments, ce qui indique que la lave n'a pas détruit l'environnement lacustre et le plan d'eau a continué à exister après l'éruption du Xitle vers 200 de notre ère.
La stratigraphie a déterminé qu’après l'éruption du Xitle, les matériaux ont été déposés sur une couche de lave associée à un plan d'eau, ce qui démontre la présence de colonies ou villages datant des environs de 200 à 950 de notre ère, selon l'analyse préliminaire des couches de céramique.
Les caractéristiques des matériaux archéologiques permettent d’en déduire le contexte des processus de formation naturels et culturels. D'une part, les habitants mettaient au rebut des vases et des fragments dans les plans d'eau des environs, et de nombreux pots ont été piégés dans la lave, en particulier des pièces domestiques tels que les poêles, casseroles, pichets, plats, boîtes et comals, même si cela n'exclut pas la possibilité qu’en fin de vie de ces récipients, ils étaient tout simplement jetés à l'eau, considérée comme une poubelle. D'autre part, la présence de fragments de braseros, de pièces miniatures et vases de Tlaloc indique qu'ils ont été jetés à l'eau comme offrandes dans le cadre de rituels, situation similaire à d’autres consignées par des chroniqueurs espagnols tels que Sahagún (1989) et Duran (1967) dans les villes jumelles de Tenochtitlan et Tlatelolco, ainsi que dans d'autres colonies à la fin de la période  postclassique au Mexique.
Beaucoup de matériaux céramiques identifiés dans l'analyse préliminaire correspondent à des phases de l’apogée de Teotihuacán au cours de la période classique (phases Tlamimilolpa et Xolalpan), entre 200 et 650 de notre ère. Selon la chronologie récemment ajustée en fonction de la datation au radiocarbone (cf. Rattray, 1991) ; les types prédominants sont temporairement datés de la période épiclassique, 650-950 de notre ère, époque de la tradition Coyotlatelco (cf. Rattray, 1966), et sont contemporains de l'occupation de Tula Chico (cf. Cobean, 1990), ainsi que d'autres établissements importants de la vallée de Mexico, comme Cerro de la Estrella et Azcapotzalco (Altepetl). Il existe aussi des matériaux, bien qu’en faible quantité, dont la production et la consommation ont démarré dans la période épiclassique (basés sur des recherches récentes réalisées dans la région de Tula), mais ont été associés à l'apogée de Tula. Selon des sources ethno-historiques et certaines datations au radiocarbone, ils sont situés chronologiquement entre 950 et 1150 de notre ère. (cf. Cobean, 1990).
Ces matériaux archéologiques indiquent une forte interaction sociale entre la vallée de Mexico et d'autres régions dans le cadre du pouvoir hégémonique de Teotihuacán, ainsi que la conformation des unités socio-politiques après le déclin de cet Empire, également à titre de preuve les aspects socio-économiques associés à l'émergence de l'État toltèque.
Il s'agit d'une zone réglementée où les dépôts ont été affectés par les activités du XXe siècle, des fragments de céramique aztèque trouvés datant de la période post-classique tardive, de la période coloniale (indigènes et Espagnols) ainsi que de la faïence fine du XIXe siècle européen. Ces matériaux apportent la preuve d'une occupation ou de la présence d'un village à Cuicuilco pendant l’empire tépanèque-aztèque, avant l'arrivée des Espagnols et l'occupation continue des terres par des propriétaires, comme Bernal Díaz del Castillo et d'autres.

## Autres photos

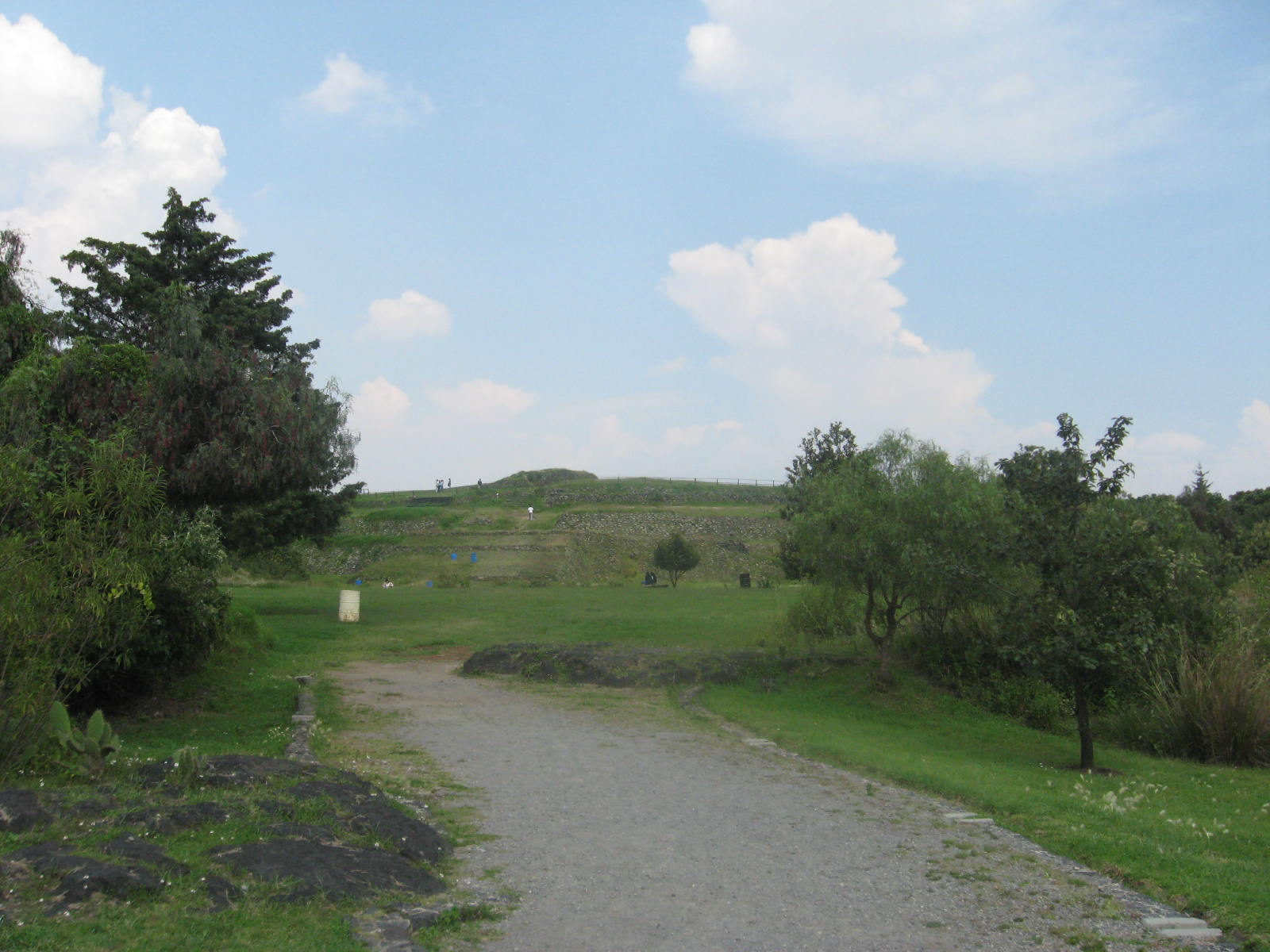
Sentier et escaliers conduisant à la pyramide principale de Cuicuilco
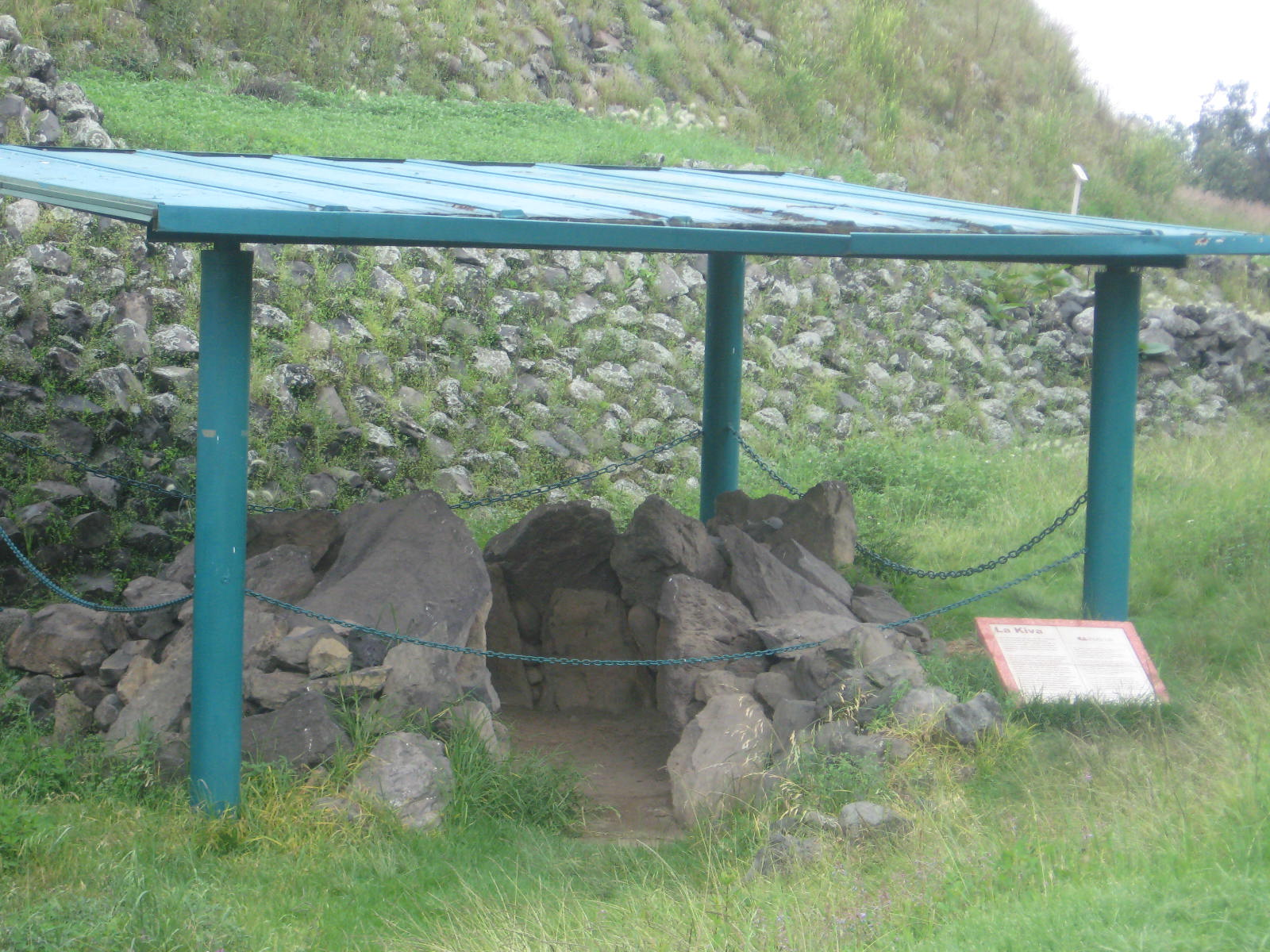
Cette " Kiva" a été découverte et nommée par l'archéologue Byron Cummings, qui l’a comparée à des chambres rondes semi-enterrées du sud ouest des États-Unis. Son but rituel est inconnu.
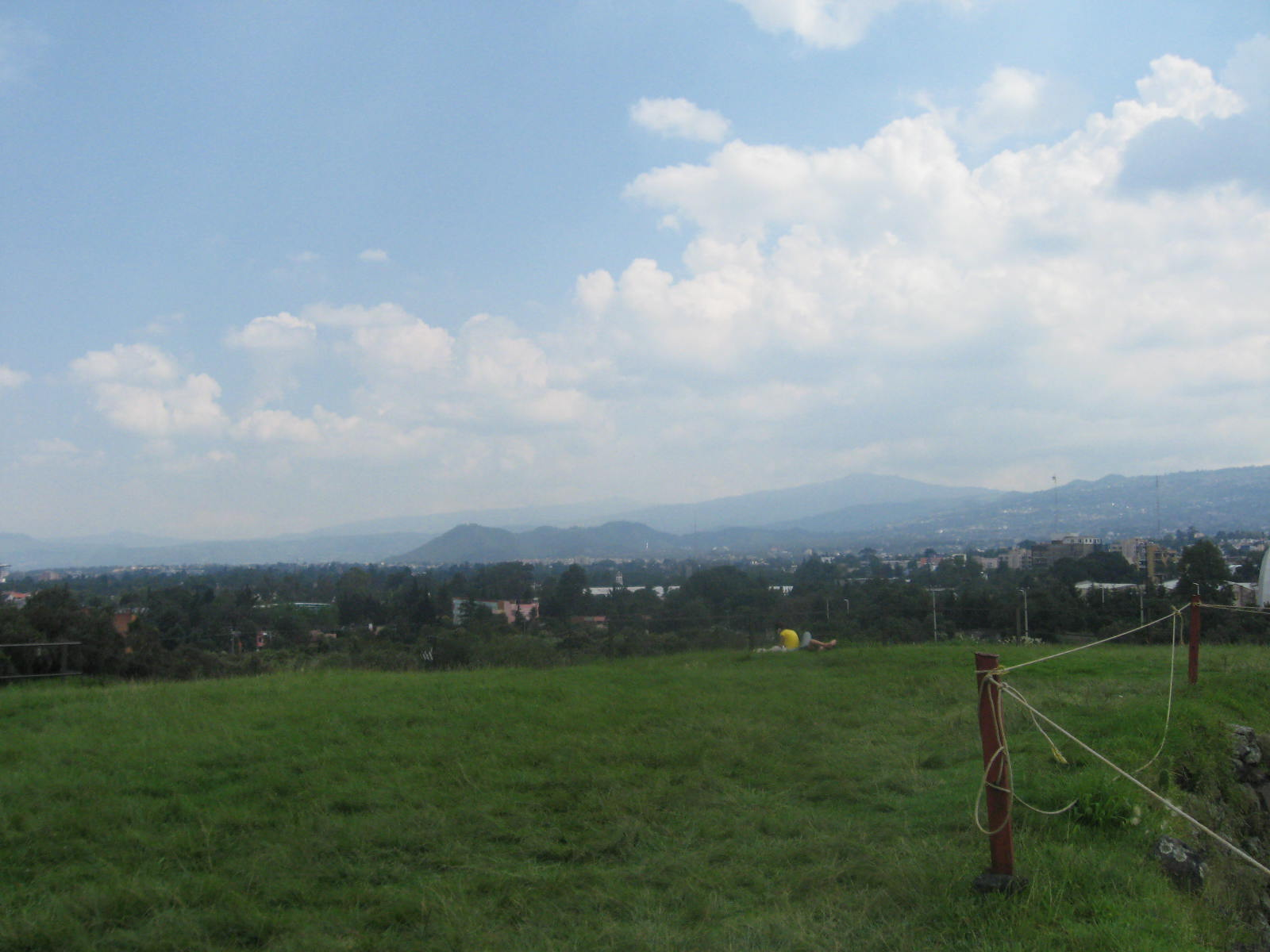
Vue vers le sud du haut de la pyramide principale de Cuicuilco vers les faubourgs de Tlalpan et Xochimilco
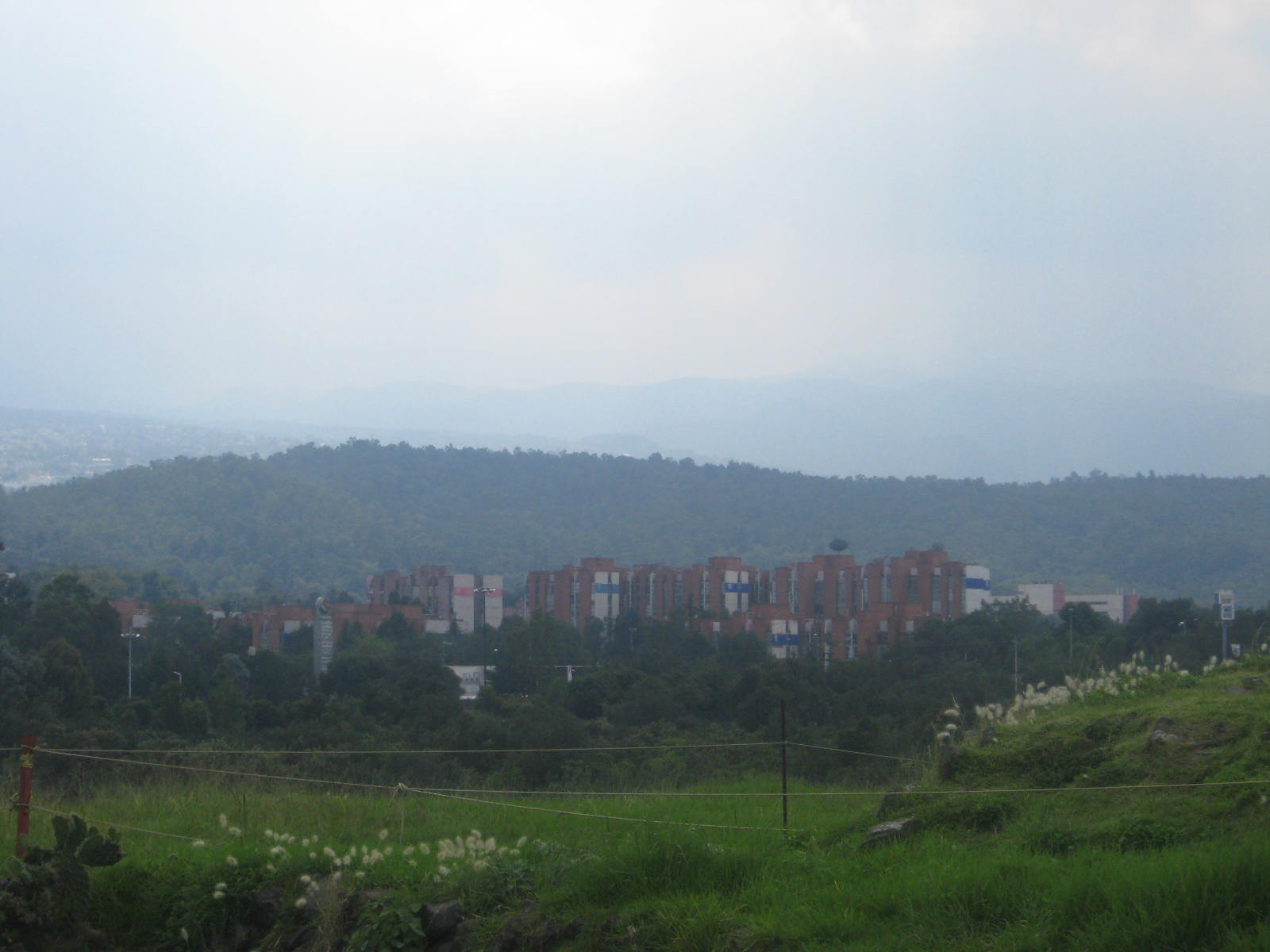
Vue vers sud-ouest du sommet de la pyramide avec le Village Olympique (aujourd'hui des logements) construit pour les Jeux olympiques d'été de 1968
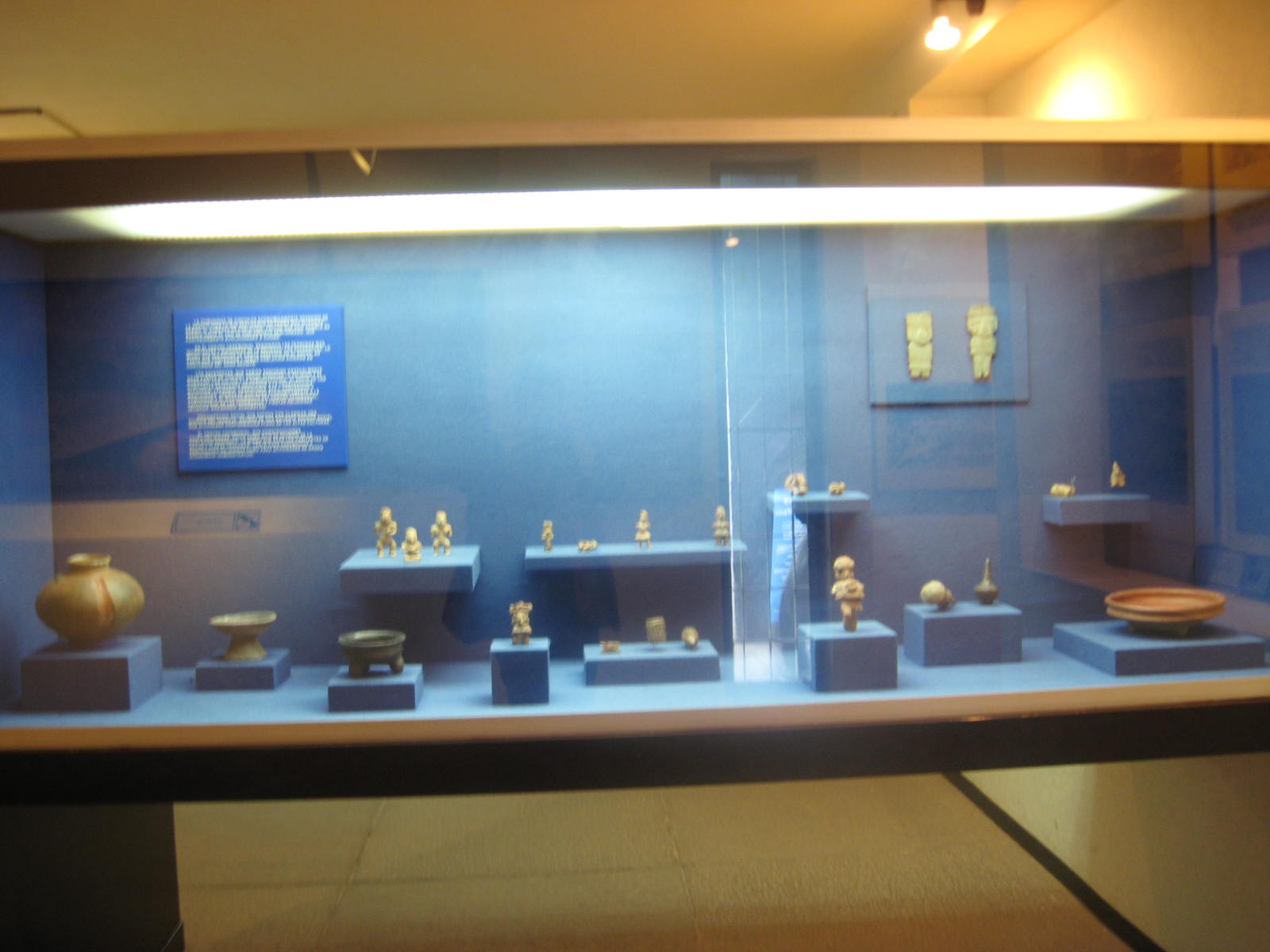
Vitrine du musée de Cuicuilco avec des figurines en argile et des pots.
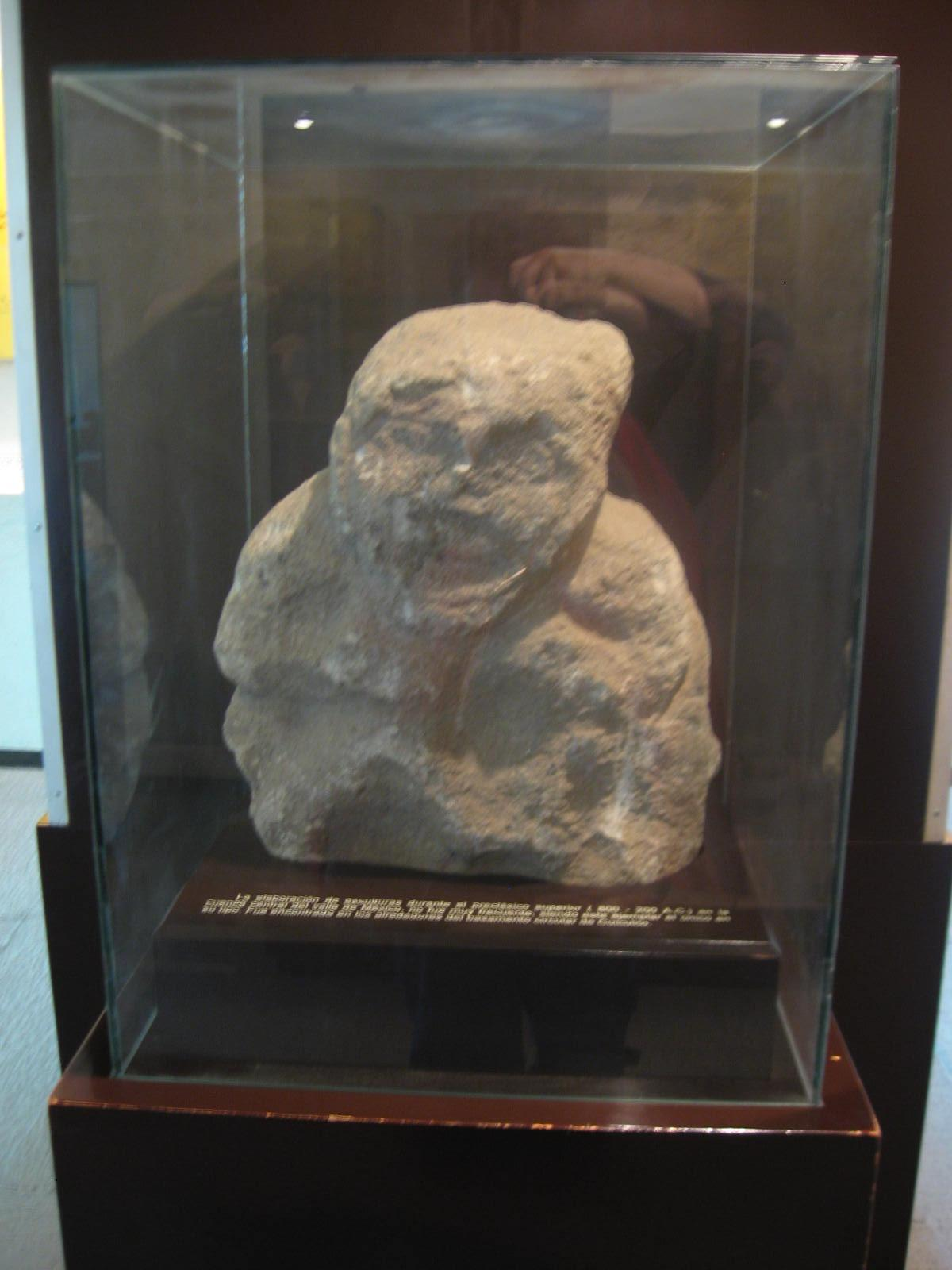
Sculpture de pierre trouvée à la base de la grande pyramide. C’est la seule sculpture découverte datant de la période classique ancienne de la Méso-Amérique (800 av. J.-C.-200 apr. J.-C.)
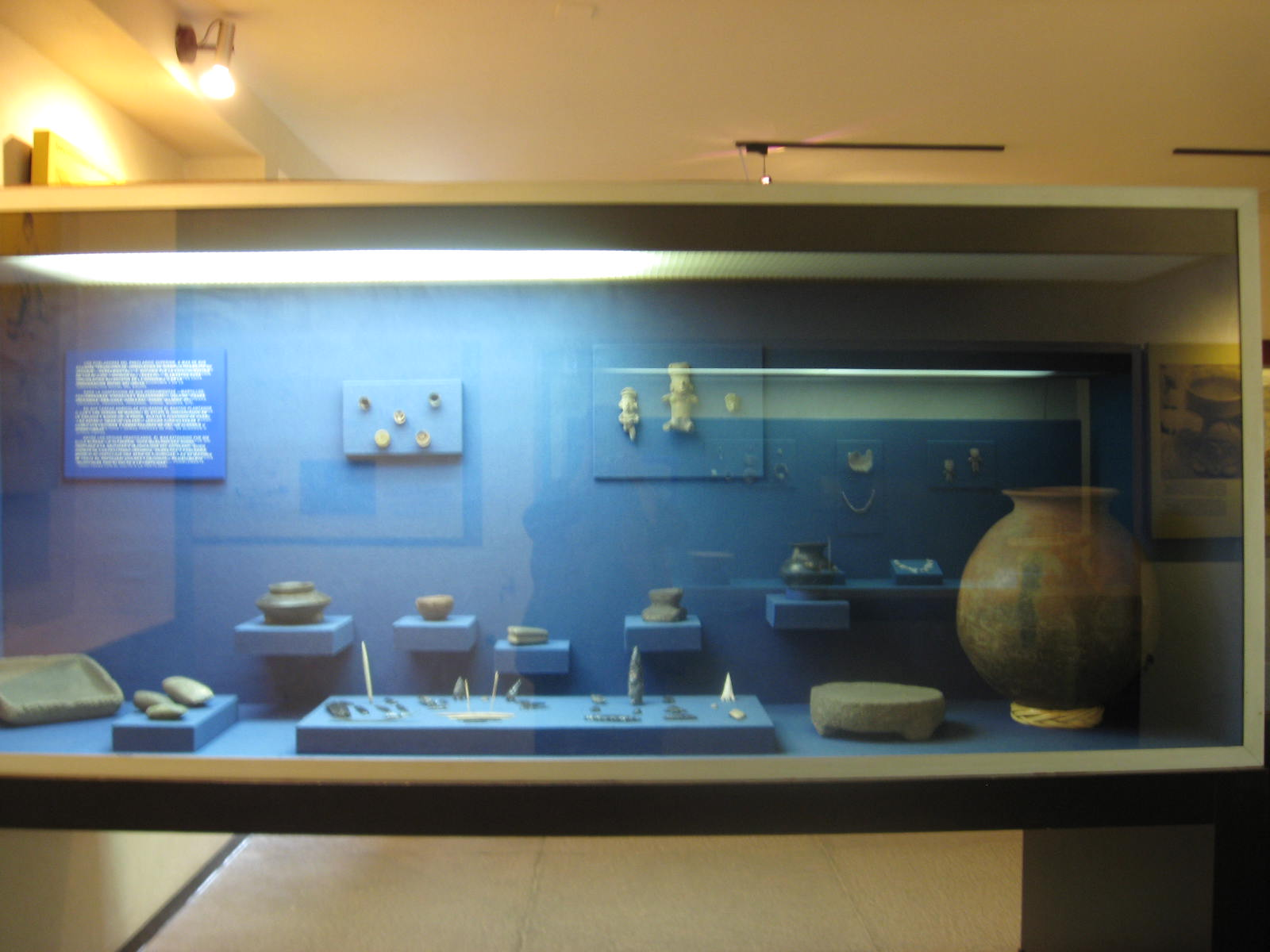
Vitrine du musée de Cuicuilco présentant des outils tels que mortiers, lames et pots
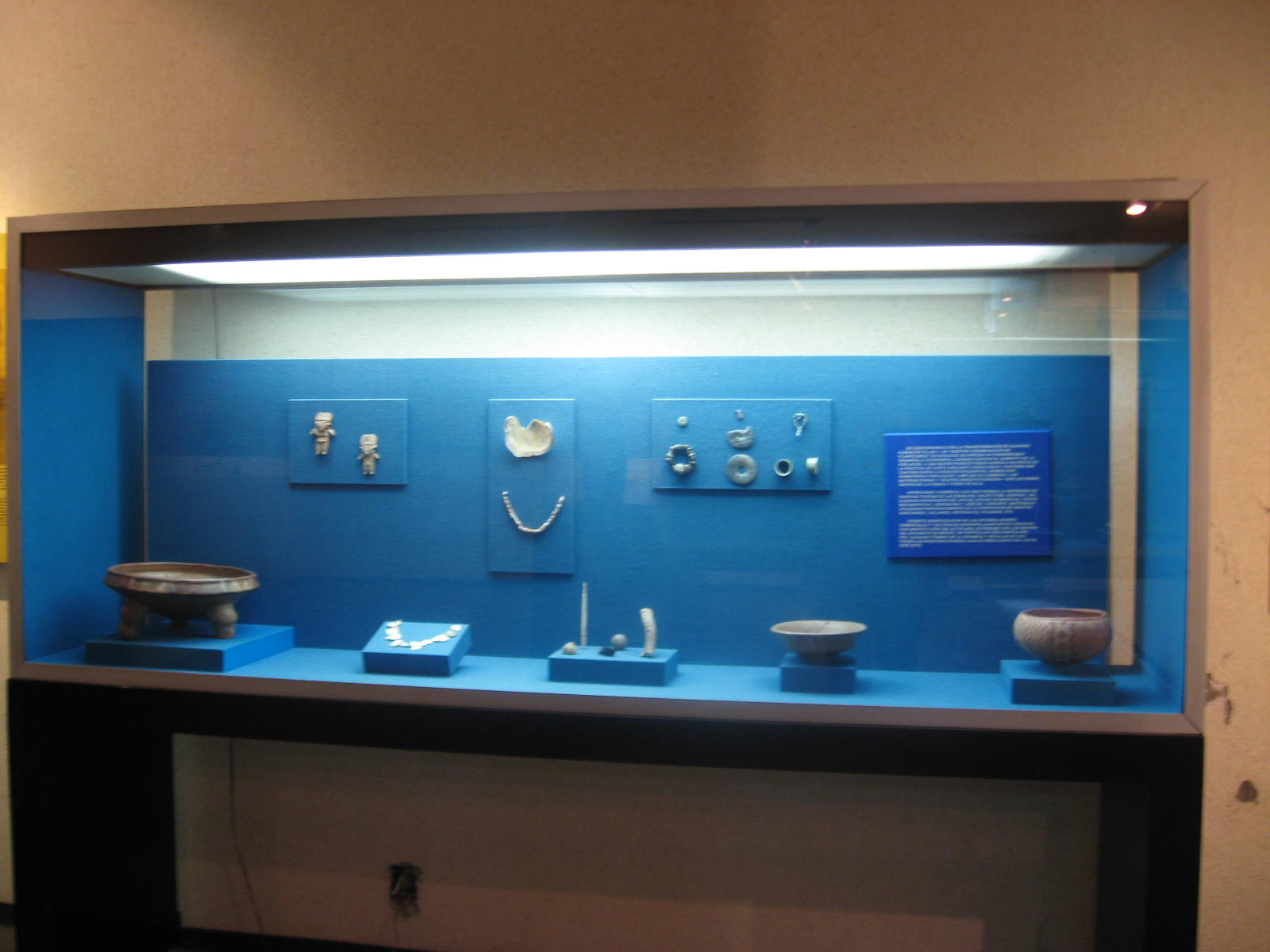
Vitrine avec des bijoux, entre autres

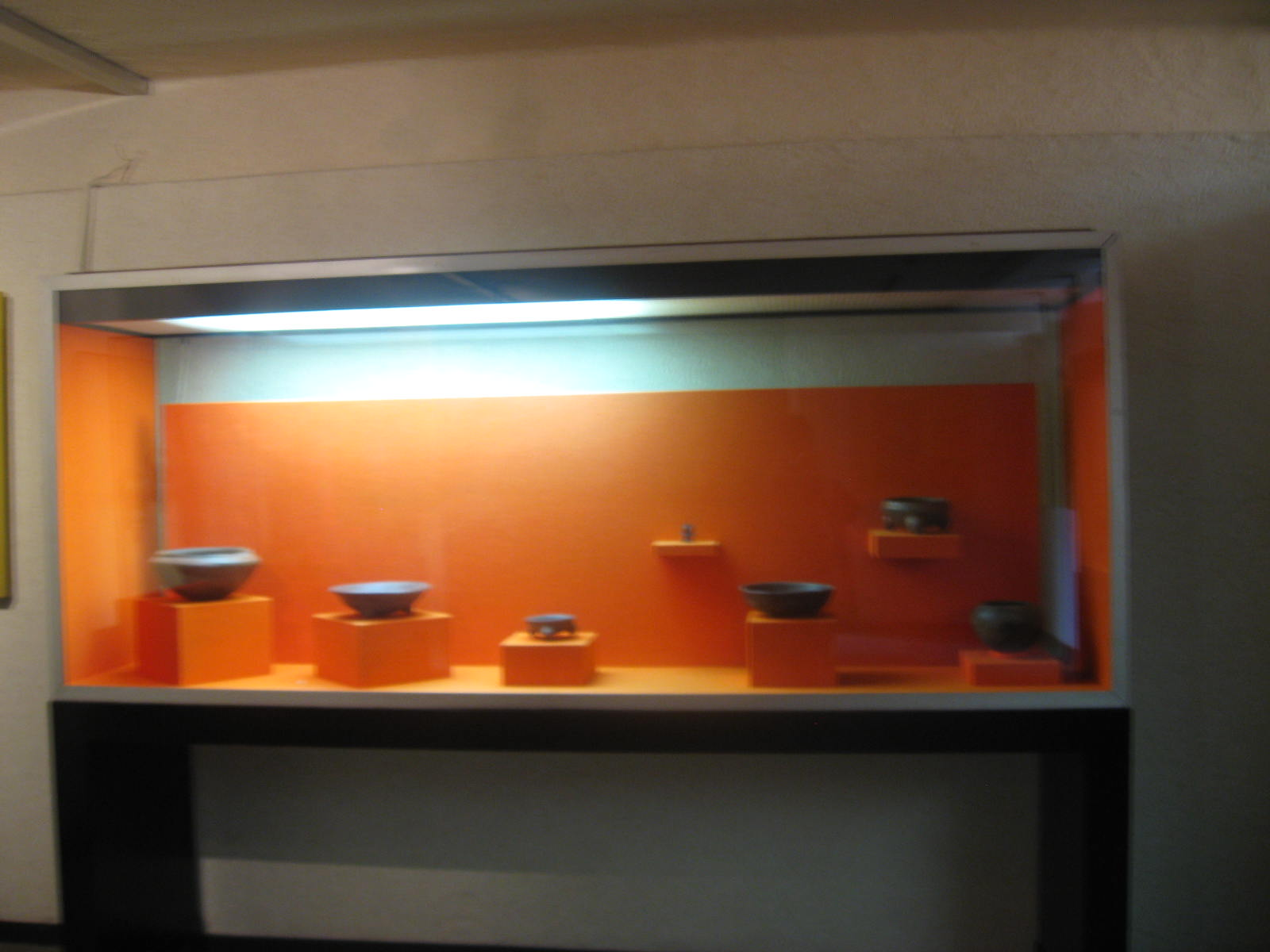
Vitrine avec des cuvettes
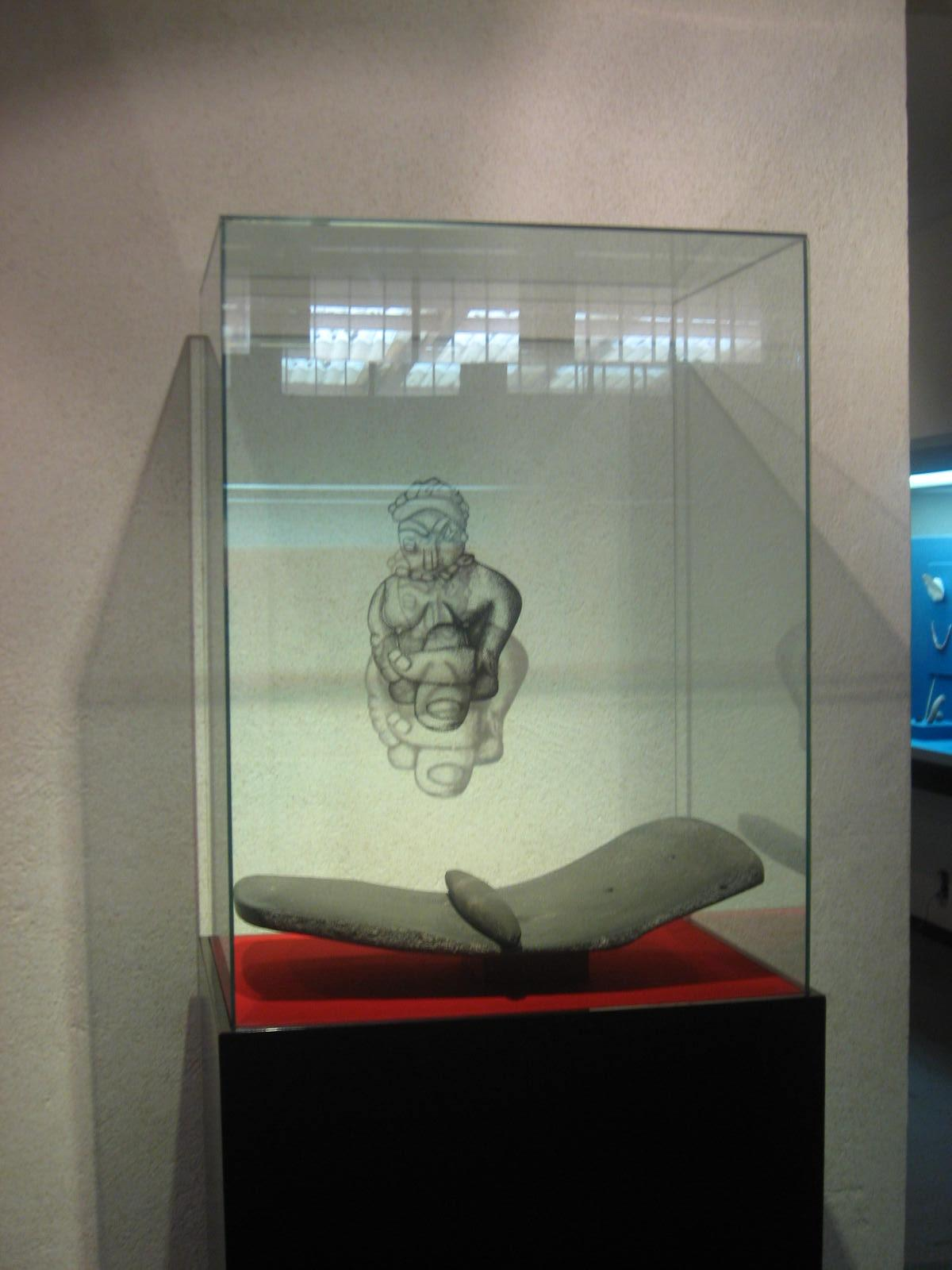
Vitrine avec un metate et une sorte de mortier utilisés pour moudre le grain. Le dessin ci-dessus illustre la façon d’utiliser cet outil.
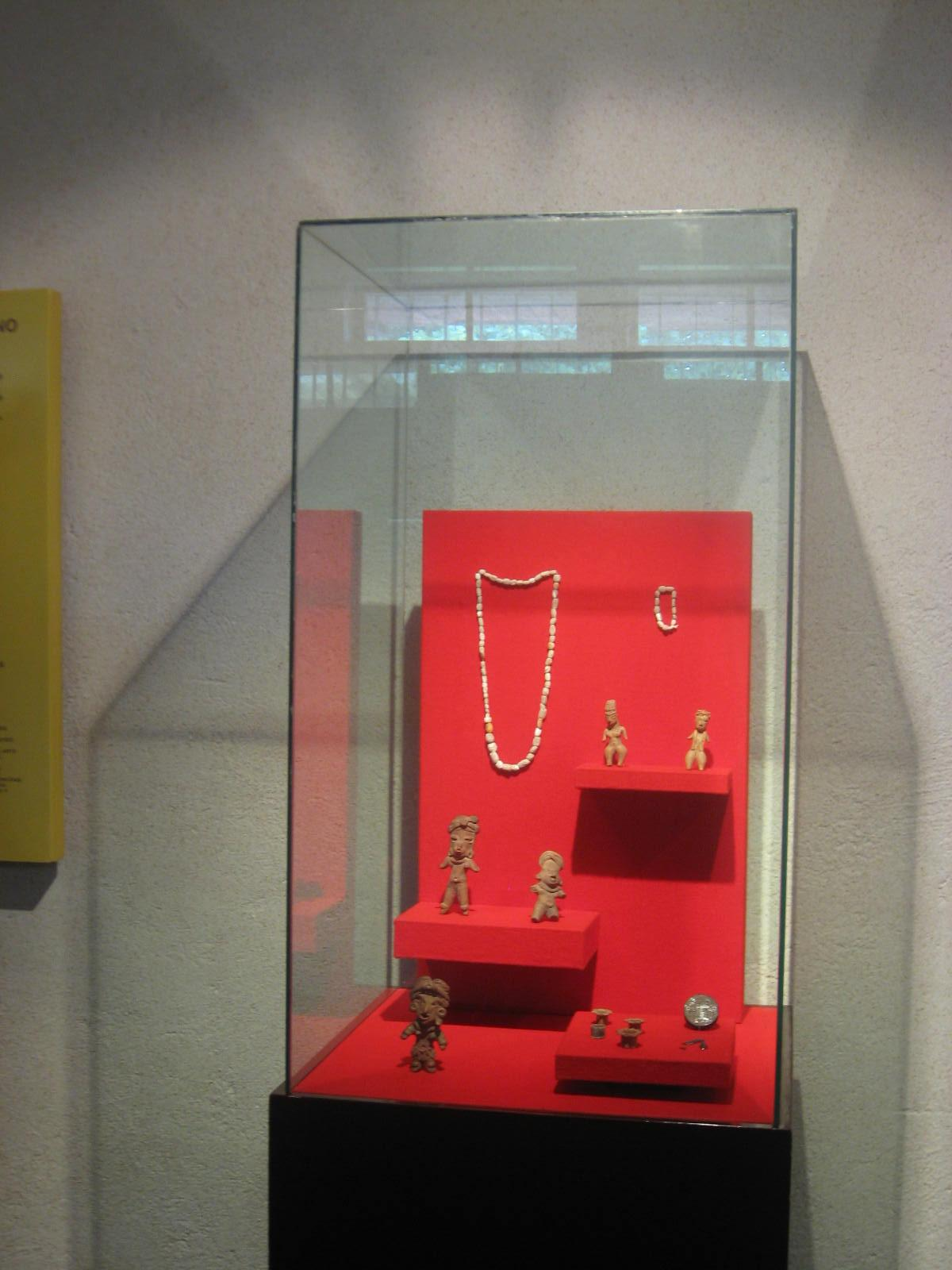
Figurines d’argiles parées de bijoux.